# 歌川芳員
歌川 芳員（うたがわ よしかず、生没年不詳）とは、江戸時代末期から明治時代初期にかけての浮世絵師。

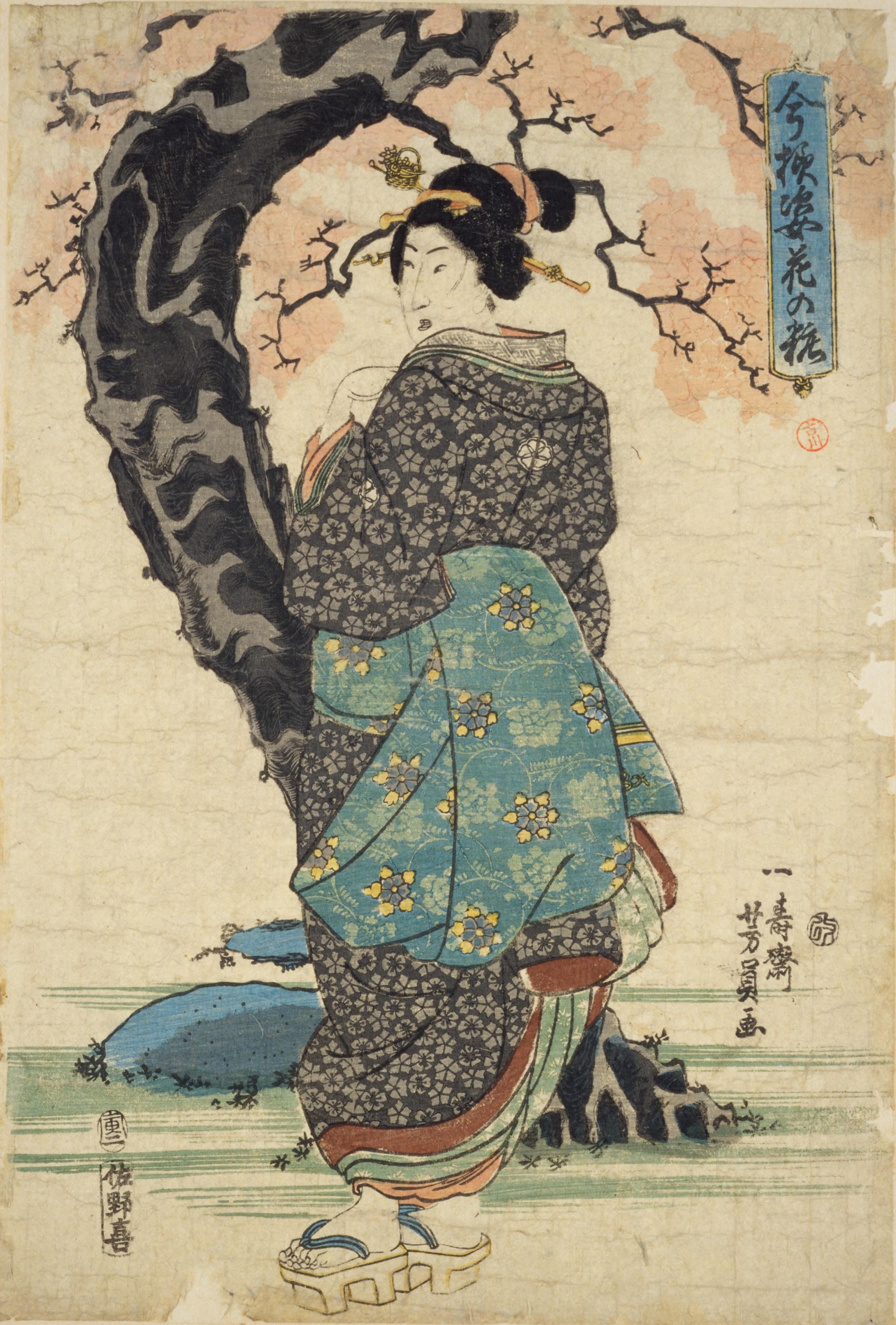
「今様姿花の粧」（1854年）

## 来歴
歌川国芳の門人。名は次郎吉（または次郎兵衛とも）、歌川の画姓を称し一寿斎、春斎、一川、一川斎と号す。江戸芝露月町に住む。作画期は嘉永頃から明治3年（1870年）頃にかけてで、合戦絵、武者絵、花鳥画、草双紙の挿絵などを描いたが、横浜開港後は異人の生活風俗に興味を持ち、横浜絵を手掛けた。ただし鉄道がまだ日本に無い文久元年（1861年）に描いた「亜墨利加国蒸気車往来」や明治3年の「東京繁栄車往来之図」には、船ともトレーラーともつかない奇妙な汽車を描いている。

## 作品
- 「川一丸」　大判錦絵3枚続　ハーバード大学所蔵　※嘉永頃、一寿斎芳員の落款
- 「東海道大井川之図」　大判錦絵3枚続　※嘉永6年（1853年）
- 「東都繁栄之図」　大判錦絵3枚続　※安政2年（1855年）
- 「亜墨利加洲華盛頓府之景　銅版之写生」　大判錦絵2枚続
- 「太平記大合戦之図」　大判錦絵3枚続　※安政3年
- 「新版金沢道中双六」　横大判錦絵　江戸東京博物館所蔵　※安政4年
- 「源頼光公足柄山にて坂田金時を抱たまふ図」　大判錦絵3枚続　※安政4年
- 「蚕やしなひ草」　大判錦絵揃物　早稲田大学演劇博物館所蔵　※合作
- 「外国官人往来之図」　大判錦絵　東京都立図書館所蔵　※万延元年（1860年）
- 「外国写真鏡之図」　大判錦絵　東京都立図書館所蔵　※万延元年
- 「横浜見物図会　異人稚遊」　大判錦絵　ハーバード大学所蔵　※万延元年
- 「外国人男女子供遊」　大判錦絵　※万延元年
- 「異人屋敷料理之図」　大判錦絵　※万延元年
- 「横浜港崎町郭中之正写」　大判錦絵3枚続　※万延元年
- 「横浜港崎廓岩亀楼異人遊興之図」　大判錦絵3枚続　メトロポリタン美術館所蔵　※万延元年
- 「五ヶ国異人酒宴之図」　大判錦絵3枚続　ハーバード大学所蔵　※文久元年（1861年）
- 「五ヶ国之内　南京人」　大判錦絵　※文久元年
- 「亜米利加国蒸気船中之写」　大判錦絵3枚続　※文久元年
- 「亜墨利加国蒸気車往来」　大判錦絵3枚続　ハーバード大学所蔵　※文久元年
- 「魯西亜」　大判錦絵　メトロポリタン美術館所蔵　※文久2年（1862年）
- 「文久三亥年天竺国舶来大象之写真於東都両国乾観物」　大判錦絵　※文久3年
- 「再改横浜明細全図」　44×84cm　※再版、慶応4年（1868年）
- 「東京繁栄車往来之図」　大判錦絵3枚続　※明治3年（1870年）
- 「横浜異人屋敷之図」　錦絵　フリーア美術館内アーサー・M・サックラー・ギャラリー所蔵
- 「亜墨利加蒸気船」　錦絵　フリーア美術館内アーサー・M・サックラー・ギャラリー所蔵　※この錦絵は蒸気船なのに外輪が無く、航行中の筈がタラップが降りたまま等の矛盾が多い事から、芳員の創作である事がわかる[1]。
- 「写真鏡図」　錦絵　 フリーア美術館内アーサー・M・サックラー・ギャラリー所蔵　※これも芳員の創作で、当時写真機が珍しかったので、「フランクレズリー絵入新聞」の日本の遣米使節団の挿絵を引用し、日本人を外国人に置き換えて描いている、この様に芳員等の画家達は外国からくる珍しいものは何でも題材にした[1]。
- 「異国人酒宴遊楽之図」　錦絵　フリーア美術館内アーサー・M・サックラー・ギャラリー所蔵　※この錦絵は、フランクレズリー絵入新聞の中で「遣米使節団歓迎レセプション」の挿絵を外国人の家族に置き換えたものである、画家達は、こういった絵入新聞の挿絵等を引用しては他の作品に転用したりしていた[1]。
- 「東都名所　柳嶌妙見堂」　大判錦絵　国立国会図書館所蔵
- 「犬のはなし」　大判
- 「四十八景ノ内 はまべ 樋口次郎」　大判
- 「Eighty-eight Fish」　絹本著色1幅　114.14x45.4cm　ミネアポリス美術館所蔵　※「芳員」の落款、白文方印あり

## ギャラリー

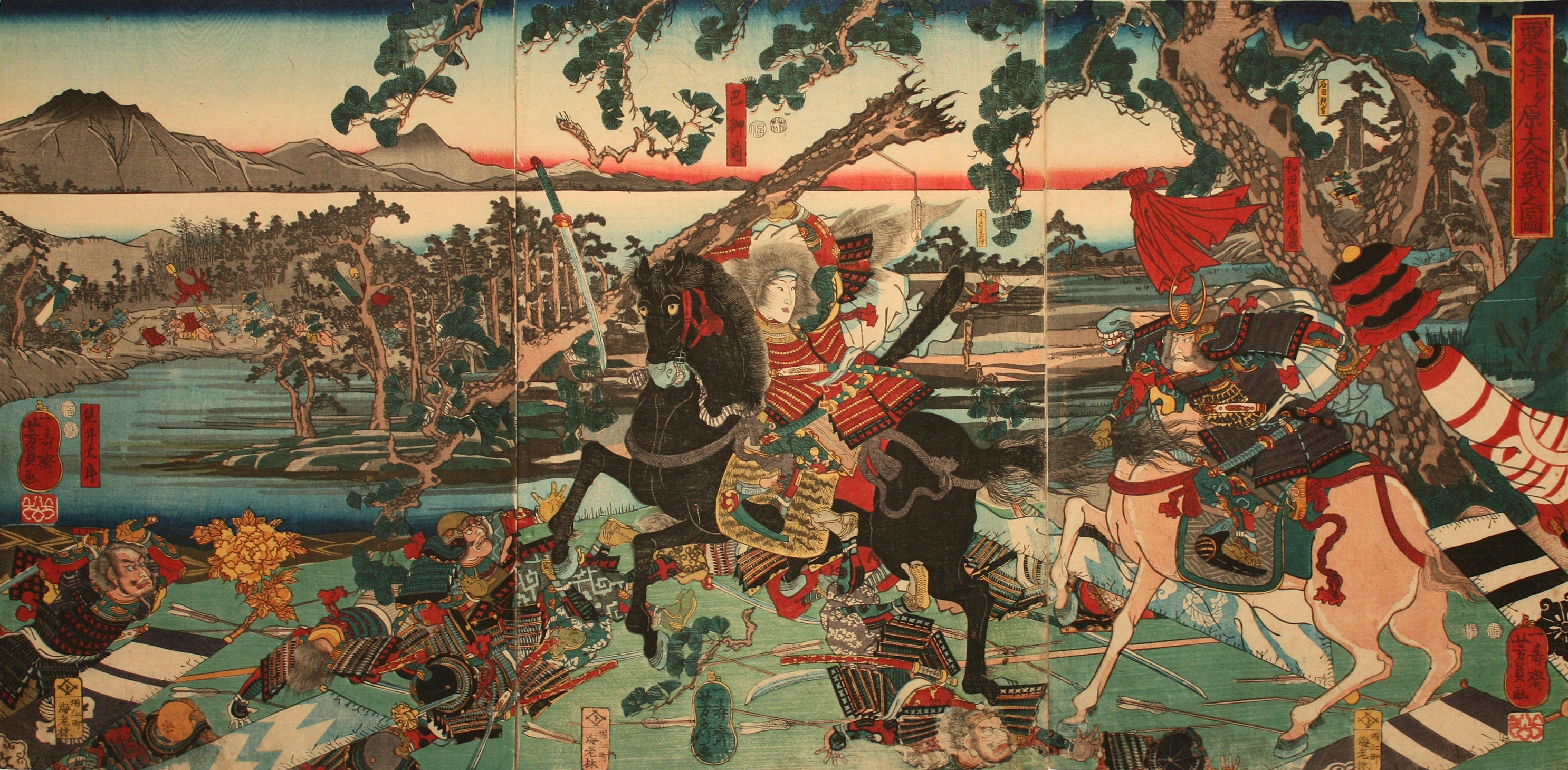
「粟津ヶ原大合戦之図」
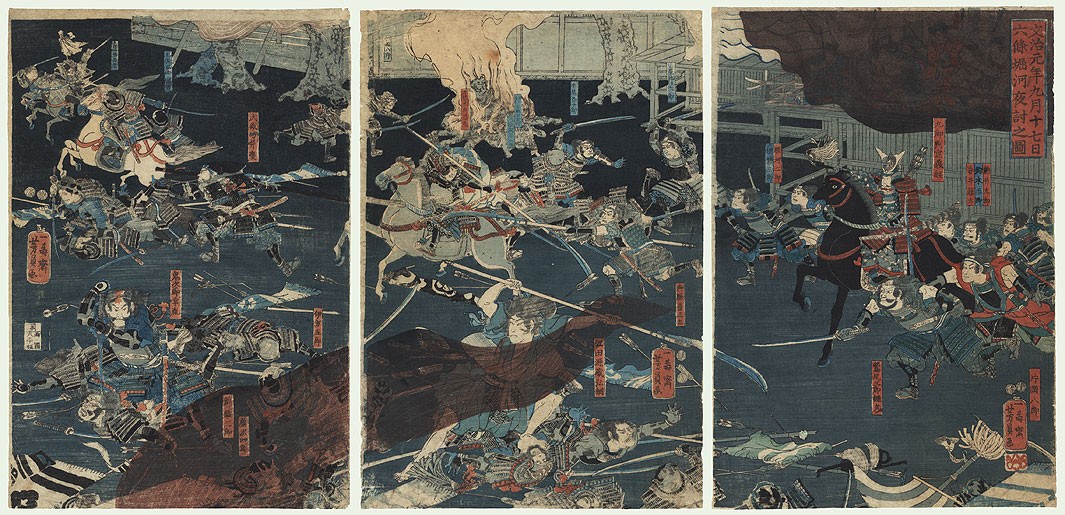
「文治元年九月十七日六條堀川夜討之圖」　ボストン美術館蔵
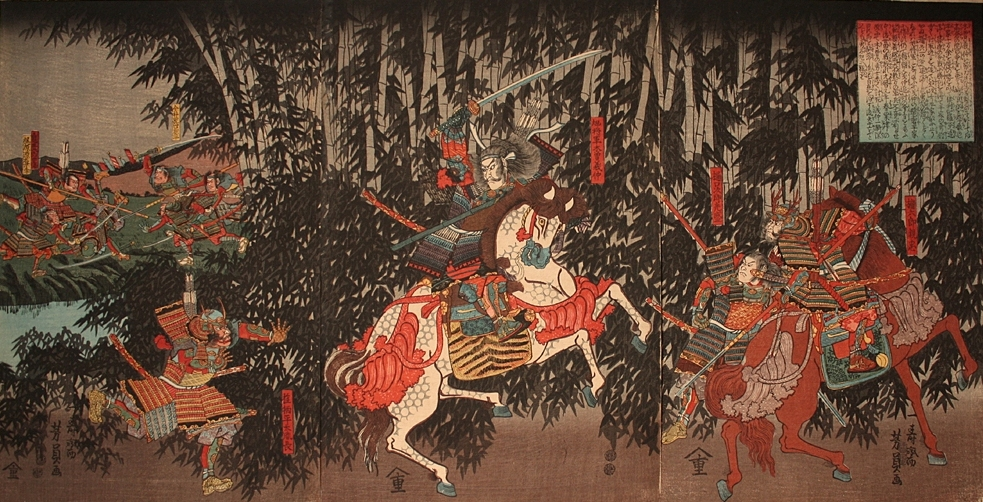
「義仲粟津ヶ原ニ戦死之図」
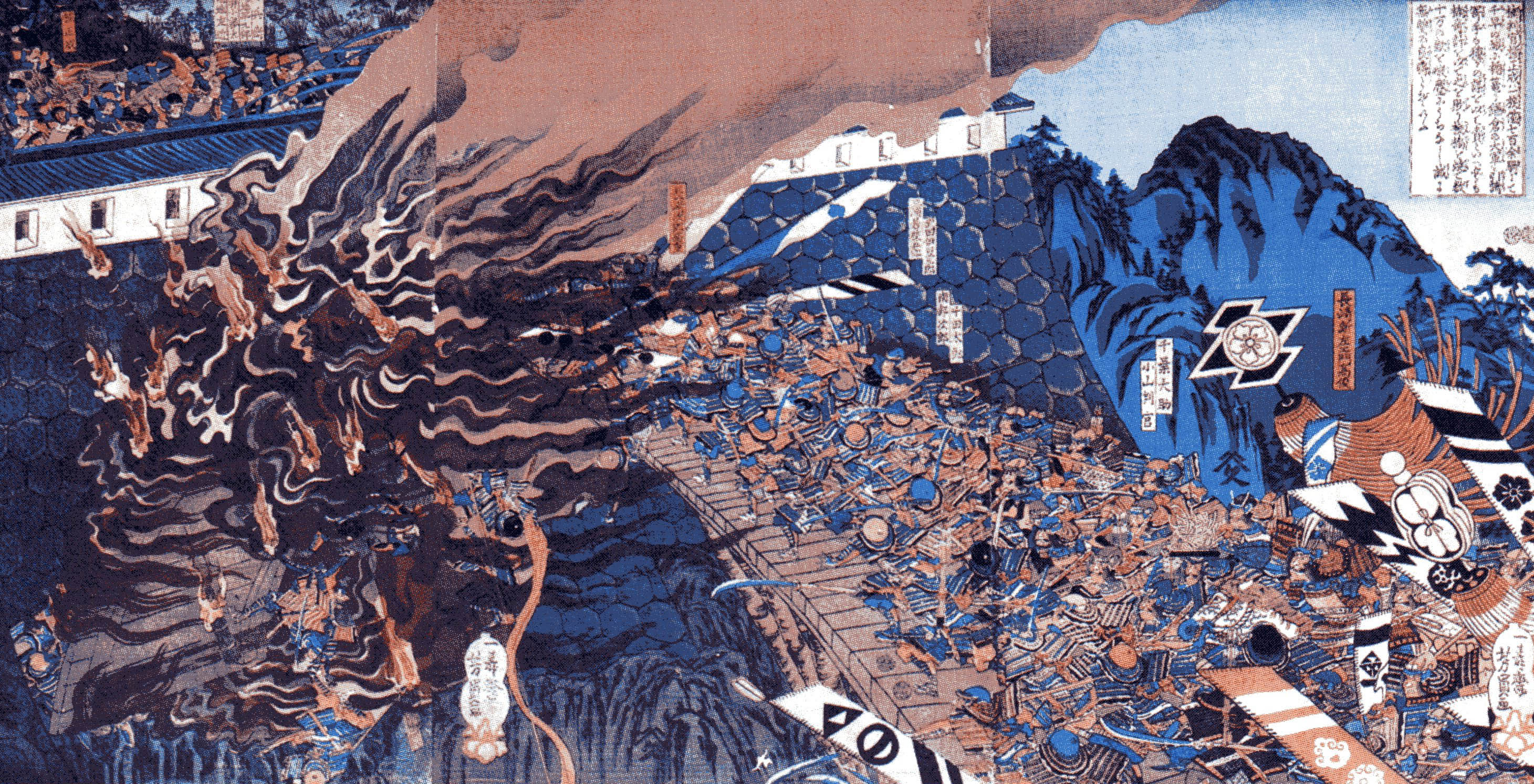
「楠木正成千早城合戦之図」
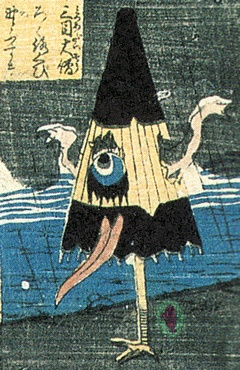
「百種怪談妖物双六」より、からかさ小僧
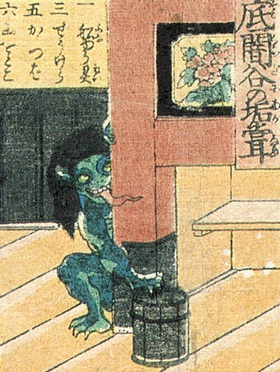
「百種怪談妖物双六」より、垢嘗
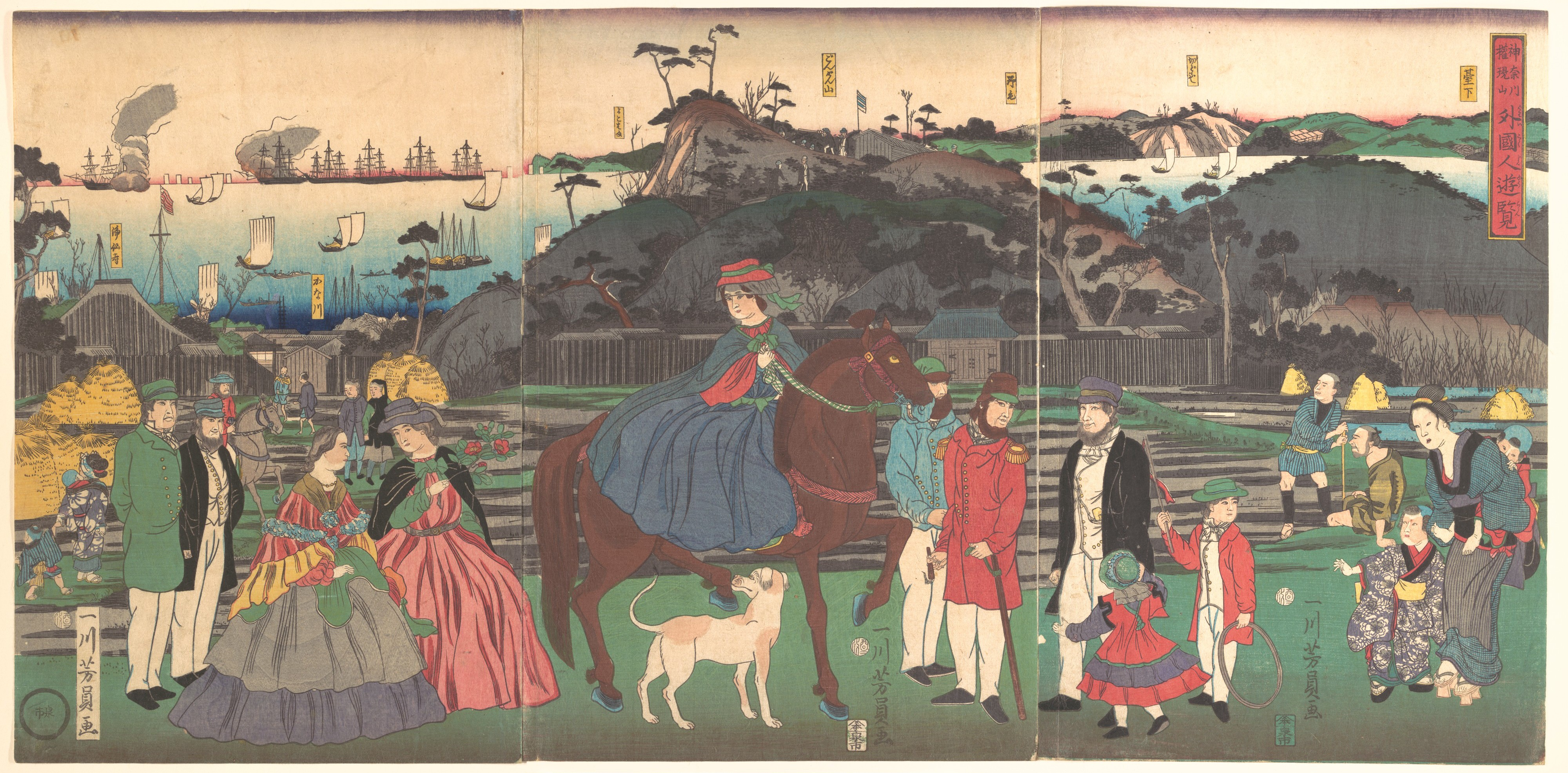
「神奈川権現山外国人遊覧」